# Pávaszemes pulyka

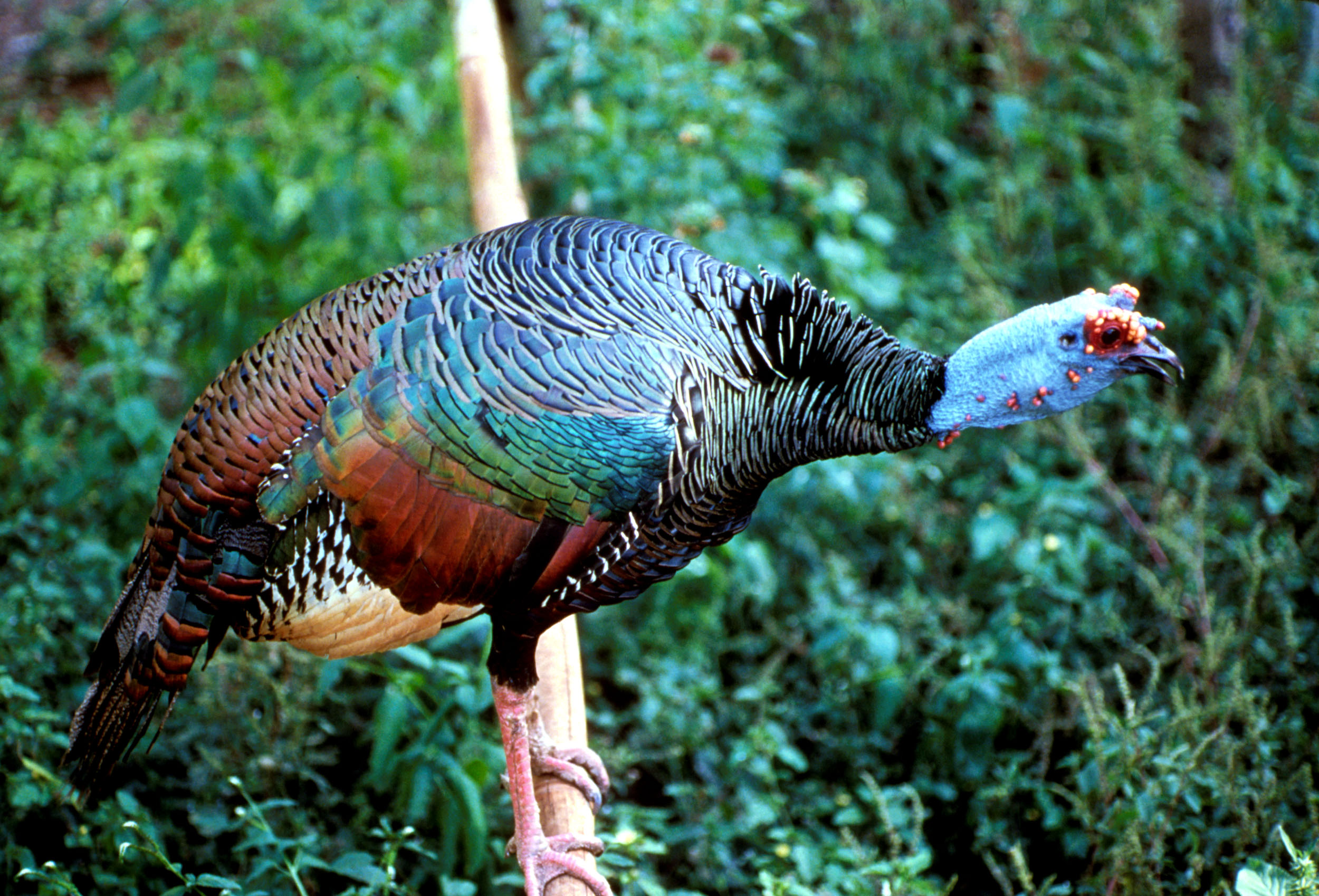

A pávaszemes pulyka (Meleagris ocellata vagy Agriocharis ocellata) a madarak osztályának tyúkalakúak (Galliformes) rendjébe és a fácánfélék (Phasianidae) családjába tartozó faj.

## Rendszerezés
Besorolása vitatott, egyes rendszerezők a Agriocharis nembe sorolják Agriocharis ocellata néven.

## Előfordulása
Elterjedési területe Közép-Amerikára korlátozódik, Mexikó délkeleti részén (Quintana Roo, Campeche és Yucatán államokban továbbá Tabasco állam déli részén és Chiapas északkeleti részén), Guatemala északi részén, Belizében és Hondurasban honos. Főleg a ritkás erdőket és a bozótos helyeket lakja.

## Megjelenése
Kisebb madár, mint a vadpulyka, a hím átlagos testhossza 90-100 centiméter, a tyúké valamivel kisebb. A kakasok súlya 3,5-4 kilogramm, a tyúkoké csak 2 kilogramm körüli. Tollazat vöröses, zöldes és ibolyalilásban játszó sötétbarna. Fejét és nyakát csupasz, világoskék bőr fedi. A vadpulykával ellentétben nincsenek toroklebenyei és szőrszerű tollpamacs a mellén, ellentétben sárga színű bibircsókokat hord a fején. Lába rózsaszín-ibolyaszkékszürke. A kakasnak rövid, vastag sarkantyúja van.

## Életmódja
Kisebb csapatokban él. Nagyon félénk és óvatos madár, ennek ellenére a ragadozó emlősök és madarak gyakori zsákmánya. A helybeli lakosság is előszeretettel vadássza húsáért és tojásait is felhasználják.
A talajon keresi bogyókból, magvakból és gerinctelenekből álló táplálékát.
Az éjszakát általában fák, bokrok ágain tölti.

## Szaporodása
A párzási időszakban a kakasok nyílt helyen udvarolnak.
A kakas dögéskor, legyezőszerűen szétterjesztett faroktollakkal udvarol a tojóknak. Igyekszik minél több tojót amga köré gyűjteni de kapcsolata velük kizárólag a párzásig tart, a kotlás és a fiókanevelés kizárólag a tojók feladata. 
Fészkét levelekből és gallyakból a földre, aljnövényzet közé készíti. Fészekalja 8-10 tojásból áll, melyen 28 napig kotlik a tojó. A csibék már a második napon elhagyják a fészket. Tíznapos korukban már anyjukkal együtt felgallyaznak a fákra, és az éjszakát is ott töltik. Ilyenkor anyjuk visszatér velük a csapatba.